# Scopula linearis
Scopula linearis är en fjärilsart som beskrevs av George Francis Hampson 1891. Scopula linearis ingår i släktet Scopula och familjen mätare. Inga underarter finns listade.